# Ostend (Norfolk)
Ostend – wieś w Anglii, w hrabstwie Norfolk, w dystrykcie North Norfolk. Leży 28 km na północny wschód od Norwich i 186 km na północny wschód od Londynu.